# 6月11日スタジアム
6月11日スタジアム（アラビア語: ملعب 11 يونيو、英: June 11 Stadium）はリビアの首都トリポリにあるスタジアム。スタジアム名の6月11日はスタジアムの完成日を意味している。
本スタジアムは最大8万収容で、1982年のアフリカネイションズカップの主要会場、サッカーリビア代表の試合会場として使用されている。2002年にはスーペルコッパ・イタリアーナが行われた。